# Брэндон, Уоррен
Уоррен Брэндон (англ. Warren Eugene Brandon; 1916—1977) — американский художник и фотограф.

## Биография
Родился 2 ноября 1916 года в Сан-Франциско, Калифорния.
Искусство изучал в колледже Milligan College вместе с другими американскими с художниками — Jack Davis, Ralph Ledesma, Jack Feldman, Raymond Brose, Eliot O’Hara.
В 1950-х — 1960-х годах Брэндон плавал в Тихом океане на кораблях компании Matson, побывал на Гавайях.
Затем всю жизнь провел в Сан-Франциско. Был одним из четырёх американцев, называвшихся «Life Fellows of Britain’s Royal Society of Artists» и подписывающихся «FRSA». Организовал в Сан-Франциско художественный кооператив. На протяжении своей карьеры выставлялся в музеях США, включая Музей современного искусства в Нью-Йорке.
Покончил жизнь самоубийством в Сан-Франциско 11 сентября 1977 года.